# CrossFit Games
De CrossFit Games is een jaarlijks terugkerend, meerdaagse sportwedstrijd die sinds 2007 worden georganiseerd door CrossFit Inc. Sinds 2013 kent de wedstrijd zo'n 200.000 deelnemers.

## Opzet
De CrossFit Games worden meestal gehouden in het StubHub Center in Carson (Californië). Gedurende zeven dagen worden typische CrossFit-onderdelen afgewerkt, zoals zwemmen, hardlopen, fietsen, gewichtheffen, gymnastiek, calisthenics en strongman, waarbij kandidaten worden getest op hun fysieke kracht, conditie en uithoudingsvermogen. De onderdelen wijzigen jaarlijks en worden kort voor aanvang bekendgemaakt. De winnaar gaat naar huis met de titel Fittest on earth (fitste op aarde) en een geldprijs. De activiteiten vinden voornamelijk plaats in het tennis- en voetbalstadion, op de atletiekbaan en in het zwembad van het StubHub Center. De hoogte van de geldprijs is sinds de start gestegen van 500 dollar in 2007 naar 275.000 dollar in 2013.
Het deelnemersveld van het evenement is sterk gegroeid. In 2011 waren er 26.000 aanmeldingen, in 2014 waren dit er 200.000. Sinds 2010 wordt er op de Amerikaanse televisiezender ESPN live verslag gedaan van de Games.

## Klassen
De Games bevatten op leeftijd gebaseerde divisies voor jongere en oudere deelnemers. Masters divisies werden geïntroduceerd op de Games van 2010. Er zijn zeven divisies voor zowel mannen als vrouwen: 35-39, 40-44, 45-49, 50-54, 55-59, 60-64 en 65+. 
In 2015 zijn er divisies voor tieners ingevoerd: de leeftijdscategorieën zijn 14-15 en 16-17, zowel voor jongens als voor meisjes.

## Kwalificatie
Iedereen die wil, kan zich kwalificeren. De kwalificatie verloopt via twee stadia, namelijk: de Open en de Regionals. De Open is een competitie die in de lente gedurende vijf weken wordt gehouden. In elk van deze weken maakt het hoofdkwartier van CrossFit Inc. één serie oefeningen bekend. Vervolgens dienen de deelnemers deze oefening in een zo snel mogelijke tijd óf met een zo groot mogelijk volume te volbrengen. Deze serie oefeningen kan worden afgenomen door een jurylid, dit kan elk willekeurig persoon zijn, in een CrossFit Box of op een andere locatie. Het is verplicht dat elke oefening wordt opgenomen. Als de vijf weken over zijn, worden in elke regio de beste zestig deelnemers voorgeselecteerd. Vervolgens krijgen deze personen het verzoek om een van de vijf opgenomen oefeningen in te zenden. Dit wordt beoordeeld door de organisatie CrossFit, en die kiest vervolgens 48 mensen die worden uitgenodigd voor de ‘Regionals’.
CrossFit heeft de wereld in zeventien verschillende regio's verdeeld. De plaats waar je woont bepaalt in welke ‘Regionals’ je kan deelnemen. Europa is op dit moment nog in zijn geheel één aparte regio. Tijdens de Regionals wordt in elk van de zeventien regio's een competitie gehouden. Deze competitie duurt drie dagen. Ook hier worden de deelnemers getest aan de hand van verschillende oefeningen (die hier ook ‘events’ genoemd worden). De beste drie deelnemers worden vervolgens uitgenodigd om te strijden voor de titel ‘Fittest men or woman on earth’, tijdens de CrossFit Games in de Verenigde Staten.
Voor de Masters-klasse verloopt de kwalificatie overigens iets anders. In deze klasse wordt, per leeftijdsgroep, de beste tweehonderd deelnemers gevraagd om additionele oefeningen uit te voeren en deze te filmen. Vervolgens worden, aan de hand van een puntenkaart, de beste twintig deelnemers per regio uitgenodigd om naar Carson te komen.

## Edities
| Jaar | Locatie                                       | Deelnemers (incl. Open) | Winnaar          | Winnares                  | Team                    |
| ---- | --------------------------------------------- | ----------------------- | ---------------- | ------------------------- | ----------------------- |
| 2022 | Alliant Energy Center, Madison (Wisconsin)    |                         | Justin Medeiros  | Tia-Clair Toomey          | CrossFit Mayhem Freedom |
| 2021 | Alliant Energy Center, Madison (Wisconsin)    |                         | Justin Medeiros  | Tia-Clair Toomey          | CrossFit Mayhem Freedom |
| 2020 | CrossFit Ranch, Aromas (Californië)           |                         | Mathew Fraser    | Tia-Clair Toomey          |                         |
| 2019 | Alliant Energy Center, Madison (Wisconsin)    |                         | Mathew Fraser    | Tia-Clair Toomey          | CrossFit Mayhem Freedom |
| 2018 | Alliant Energy Center, Madison (Wisconsin)    |                         | Mathew Fraser    | Tia-Clair Toomey          | CrossFit Mayhem Freedom |
| 2017 | Alliant Energy Center, Madison (Wisconsin)    |                         | Mathew Fraser    | Tia-Clair Toomey          | Wasatch Crossfit        |
| 2016 | StubHub Center, Carson (Californië)           |                         | Mathew Fraser    | Katrín Tanja Davíðsdóttir | CrossFit Mayhem Freedom |
| 2015 | StubHub Center, Carson (Californië)           |                         | Ben Smith        | Katrín Tanja Davíðsdóttir | CrossFit Mayhem Freedom |
| 2014 | StubHub Center, Carson (Californië)           | 209.585                 | Rich Froning Jr. | Camille Leblanc-Bazinet   | CrossFit Invictus       |
| 2013 | StubHub Center, Carson (Californië)           | 200.000                 | Rich Froning Jr. | Samantha Briggs           | Hack's Pack UTE         |
| 2012 | Camp Pendleton, San Diego County (Californië) | 55.000                  | Rich Froning Jr. | Anníe Þórisdóttir         | Hack's Pack UTE         |
| 2011 | StubHub Center, Carson (Californië)           | 26.000                  | Rich Froning Jr. | Anníe Þórisdóttir         | CrossFit New England    |
| 2010 | StubHub Center, Carson (Californië)           |                         | Graham Holmberg  | Kristan Clever            | CrossFit Fort Vancouver |
| 2009 | CrossFit Ranch, Aromas (Californië)           |                         | Mikko Salo       | Tanya Wagner              | Northwest CrossFit      |
| 2008 | CrossFit Ranch, Aromas (Californië)           | 300                     | Jason Khalipa    | Caity Matter              | CrossFit Oakland        |
| 2007 | CrossFit Ranch, Aromas (Californië)           | 70                      | James FitzGerald | Jolie Gentry              | CrossFit Santa Cruz     |

Masters winnaars heren
| Jaar | 40–44           | 45–49         | 50–54          | 55–59            | 60+               |
| ---- | --------------- | ------------- | -------------- | ---------------- | ----------------- |
| 2016 | Shawn Ramirez   | Ron Mathews   | Ron Ortiz      | Will Powell      | David Hippensteel |
| 2015 | Shawn Ramirez   | Matthew Swift | Joe Ames       | Will Powell      | Steve Pollini     |
| 2014 | Shawn Ramirez   | Jerry Hill    | Will Powell    | Steve Hamming    | Scott Olson       |
| 2013 | Michael Moseley | Ron Ortiz     | Craig Howard   | Hilmar Hardarson | Scott Olson       |
| 2012 | —               | Gene LaMonica | Gord MacKinnon | Tim Anderson     | Scott Olson       |
| 2011 | —               | Scott DeTore  | Gord MacKinnon | Steve Anderson   | Greg Walker       |
| 2010 | —               | —             | Brian Curley   | Brian Curley     | Brian Curley      |

Masters winnaars dames
| Jaar | 40–44         | 45–49          | 50–54              | 55–59                 | 60+            |
| ---- | ------------- | -------------- | ------------------ | --------------------- | -------------- |
| 2016 | Helen Harding | Cheryl Brost   | Shellie Edington   | Mary Beth Prodromides | Shaun Havard   |
| 2015 | Janet Black   | Kylie Massi    | Cindy Kelley       | Susan Clarke          | Rosalie Glenn  |
| 2014 | Amanda Allen  | Kim Holway     | Mary Beth Litsheim | Susan Clarke          | Karen Wattier  |
| 2013 | Amanda Allen  | Lisa Mikkelsen | Colleen Fahey      | Gabriele Schlicht     | Sharon Lapkoff |
| 2012 | —             | Lisa Mikkelsen | Susan Habbe        | Marnel King           | Mary Schwing   |
| 2011 | —             | Susan Habbe    | Mary Beth Litsheim | Shelley Noyce         | Betsy Finley   |
| 2010 | —             | —              | Laurie Carver      | Laurie Carver         | Laurie Carver  |

Junioren winnaars
| Jaar | 14–15 heren     | 14–15 dames     | 16–17 heren       | 16–17 dames      |
| ---- | --------------- | --------------- | ----------------- | ---------------- |
| 2016 | Vincent Ramirez | Kaela Stephano  | Nicholas Paladino | Allison Weiss    |
| 2015 | Angelo Dicicco  | Sydney Sullivan | Nicholas Paladino | Isabella Vallejo |